# ツァン

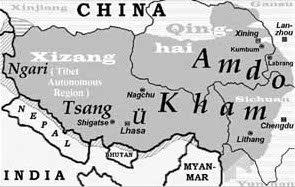
ツァンの位置

ツァン（チベット語：གཙང་、転写：gtsang）は、チベットの一地方。
チベット高原の南部、ヤルンツァンポ河流域に位置し、ウー地方とともに、まとめて中央チベットあるいはウー・ツァン地方などと呼ばれる。
中心都市はシガツェ（gzhis ka rtse、日喀則）、ギャンツェ、サキャなど。